# Instantánea (Sorolla)
Instantánea es una obra de Joaquín Sororolla y Bastida pintada al óleo sobre lienzo con unas dimensiones de 62 x 93,50 cm. Está datado, según firma, en el año 1906 y actualmente se conserva en el Museo Sorolla de Madrid.

## Descripción y características
El cuadro lo pinta Sorolla en la playa de Biarritz, en el verano de 1906, lugar donde acudía a menudo con su familia.
En la obra se ve a una mujer (Según unos su mujer Clotilde, según otros su hija María) sentada sobre la arena  de la playa y sujetando en sus manos una cámara Kodak "Folding Pocket Nº 0", la cámara de bolsillo más pequeña que existía en esos momentos, comercializada en 1902 y todo un lujo para la época.
Con esa cámara la familia de Sorolla captó innumerables instantes y ahora el artista parece querer rendirle un pequeño tributo tratando de plasmar en la obra una especie de relación cómplice entre la fotografía y la pintura.
El título "Instantánea" no es sólo el más indicado por su temática y su "encuadre fotográfico" sino también por su pincelada rápida y composición esquemática. Esto, junto a una suave paleta de colores, da como resultado una obra más cercana a la pintura impresionista francesa posiblemente debido a su éxito en la exposición de París y de donde volvió impregnado con el aire de la pintura francesa.